# World Trade Center Dubai
El World Trade Center Dubai (en árabe: مركز التجارة العالمي دبي) es un complejo de negocios en Dubái, Emiratos Árabes Unidos, construido en la época del jeque Rashid bin Saeed Al Maktoum. Se encuentra a lo largo de la calle Sheikh Zayed, en la rotonda del Centro de Comercio. El complejo está compuesto por la torre original (construida en 1979), ocho salas de exposición, el Dubai International Convention Centre y apartamentos residenciales.
La torre de oficinas de 39 pisos tiene 149 metros (489 pies) de altura, la mayoría de los pisos se alquilan con fines comerciales. En el momento en que fue construido, era el edificio más alto de Dubái. Los inquilinos del edificio incluyen: Federal Express, General Motors, Johnson & Johnson, MasterCard International, Schlumberger, Sony, EUA, firma de abogados Curtis, Mallet-Prevost, Colt & Mosle LLP, y los consulados de Italia, Japón, España, Suiza, Turquía y los Estados Unidos. El edificio se presenta en el billete de 100 dirhams.

## Reurbanización
Ampliaciones previstas incluyen un centro de convenciones, oficinas y torres residenciales, dos hoteles de cinco estrellas y centros comerciales, al finalizar habrá un espacio de estacionamiento para 8.300 automóviles. El proyecto tendrá un costo AED 16 mil millones. Los trabajos de construcción se ha retrasado por alrededor de nueve meses y ahora se espera que se complete en el tercer trimestre de 2011.